# Theodor Storm (wielrenner)
Theodor Storm (Roskilde, 31 maart 2005) is een Deens baan- en wegwielrenner die in 2025  rijdt bij Team Lotto Kern-Haus PSD Bank.

## Carrière
Als eerstejaars junior won Storm een etappe en twee nevenklassement in Aubel-Thimister-Stavelot. Daarnaast werd hij onder meer tweede in het nationale kampioenschap op de weg en derde in het eindklassement van de GP Rüebliland. In het jaar erna, zijn tweede jaar bij de junioren, behaalde Storm meerdere overwinningen en ereplaatsen in het Deense amateurcircuit. Daarnaast won hij in april, op UCI-niveau, de Omloop van Borsele. In de Vredeskoers voor junioren eindigde hij in elk van de vijf etappes bij de beste tien renners, wat hem een zevende plaats in het eindklassement opleverde. Op het wereldkampioenschap werd hij vijfde in de door zijn landgenoot Albert Philipsen gewonnen wegwedstrijd. Diezelfde Philipsen was hem ruim een maand eerder als enige voorgebleven op het nationale kampioenschap in dezelfde discipline. In september won Storm nog een etappe in de GP Rüebliland.
In 2024 werd Storm, een jaar eerder dan aanvankelijk gepland, prof bij INEOS Grenadiers. In januari van dat jaar behaalde hij, samen met Michael Mørkøv, een bronzen medaille in de koppelkoers tijdens de Europese kampioenschappen baanwielrennen.

## Overwinningen
2022
2e etappe deel B Aubel-Thimister-Stavelot
Punten- en jongerenklassement Aubel-Thimister-Stavelot
2023
Omloop van Borsele
Bergklassement Saarland Trofeo
2e etappe deel B GP Rüebliland

## Ploegen
- 2024 –  INEOS Grenadiers
- 2025 –  Team Lotto Kern-Haus PSD Bank[2]